# Marie Hassenpflug
Marie Madeleine Elisabeth Hassenpflug née le 27 décembre 1788 et morte le 21 novembre 1856, est une auteure allemande dont les contes populaires furent une source d'inspiration importante pour les contes des frères Grimm. Elle est surtout connue pour ses versions du Petit Chaperon rouge (Rotkäppchen), "La Belle au bois dormant" (Dornröschen) et " Blanche-neige" (Schneewittchen). 

## Biographie
Marie Madeleine Madeleine Hassenpflug est née le 27 décembre 1788dans le quartier de Altenhaßlau à Linsengericht dans le Landgraviat de Hesse-Darmstadt, un État impérial du Saint-Empire romain germanique. Son père, Johannes Hassenpflug (1755-1834), maria en 1788 Marie Magdalena Dresen (1767-1840), issue d'une famille huguenote (Droume) vivant à Hanau et originaire du Dauphiné. 
Le 14 octobre 1789, la famille emménage dans une maison appelée Haus Lossow près du marché de la Lindenstraße à Neustadt (Hanau), lorsque son père est nommé écoutète de Neustadt-Hanau. Elle grandit dans cette maison, où la famille vécut jusqu'en 1799.  Elle avait un frère, Hans Ludwig Alexander, ainsi que deux sœurs, Jeanette et Amalie.  
Enfant elle fut malade et un universitaire, Heinz Rölleke, suppose que des périodes prolongées d'alitement l'ont peut-être rendue plus réceptive aux contes de fées. Par le biais d'une autre famille, les Engelhard, elle se lia d'amitié avec la famille Grimm. Son frère Ludwig  épousa Lotte, la sœur des frères Grimm.  
Le 15 avril 1799, les Hassenpflug déménagent à Cassel, où son père est muté au poste de advocatus fisci (superviseur financier) du Landgraviat de Hesse-Darmstadt,.   
Le 21 août 1814, Marie Hassenpflug épouse Friedrich von Dalwigk zu Schauenburg, qui est en poste à Hanau en tant que capitaine du régiment du Prince-électeur. Ils vivent sur la propriété du mari à Hoof (aujourd'hui compris dans la commune de Schauenburg) et à Hanau, où leur fils, Ludwig Alexander, naît le 24 janvier 1817. 
De 1819 à 1824, elle sert comme dame de compagnie de la duchesse Marie-Frédérique de Hesse-Cassel, fille du Prince-électeur Guillaume IX de Hesse. Lorsque son mari est chambellan de la duchesse, elle vit comme lui au palais de la ville de Hanau.  
Elle meurt à Cassel le 21 novembre 1856,.

## Influence littéraire
Hassenpflug écrivit une série de contes de fées que les frères Grimm ont adaptés comme contes de l'enfance et du foyer (KHM) Frérot et Sœurette (KHM 11), Le Petit Chaperon rouge (KHM 26), La Fille sans mains (KHM 31), Le Mari voleur (KHM 40), Les Aventures de Daumerling (KHM 45), La Belle au bois dormant (KHM 50), La sirène d'eau (KHM 79), La clé d'or (KHM 200), Le Phoenix (KHM 75a), Le Forgeron et le diable (KHM 81a), Der Froschprinz (KHM 99a), le fragment de texte "avec le pou", et peut-être Blanche-Neige (KHM 53),.   
L'identification de la "vieille Marie" d'Herman Grimm avec la bien plus jeune Marie Hassenpflug, que Heinz Rölleke a faite dans un essai de 1991, explique aussi la similitude parfois verbatim avec des contes de fées similaires de Charles Perrault: sa mère était une huguenote du Dauphiné, et donc la famille connaissait bien les contes de fées français. Rölleke a noté ailleurs que la famille parlait français à la table du dîner jusqu'à la fin des années 1880. Marie, ainsi que ses sœurs Jeannette et Amalia, racontèrent donc ces contes aux Grimms.  

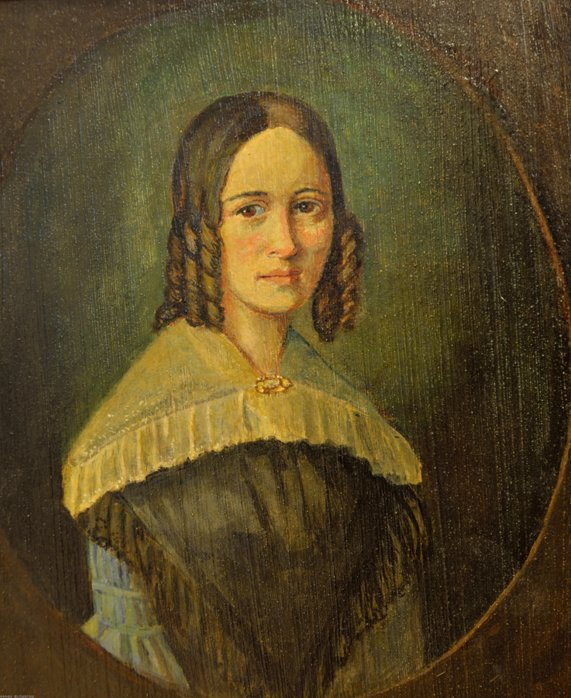
Marie Hassenpflug, 1812